# 彩虹小馬：小馬國女孩—友誼競賽
《彩虹小馬：小馬國女孩－友誼競賽》（英語：My Little Pony: Equestria Girls – Friendship Games），是美國-加拿大動畫《彩虹小馬：友情就是魔法》的系列電影，於2015年9月上映。本片是魔法公主系列的第三部電影，與前作相同，故事是以人類世界的坎特拉高中（Canterlot High）為故事舞台，不同的是前兩集中均是由小馬世界的紫悅變身為人類，而本集中屬於人類世界的紫悅將正式在正片中出場。

## 劇情
坎特拉高中這次將與死對頭－水晶預備學院（Crystal Prep Academy High）進行一場學校間的『友誼競賽』，但落日霞光等人卻發現人類世界的紫悅是水晶預備高校的學生，過去熟悉的同伴，這一次成了競爭對手，她們一行人將會揭開人類紫悅的身份，並找尋「友誼就是魔法」的最終秘密...。

## 角色

### 坎特拉高中(Canterlot High School，CHS)

#### 彩虹搖滾樂團
由紫悅在人類世界的五名好友組成的樂團，五名成員的名字與個性與小馬國的五隻小馬對應，於本作中所有團員皆有參與友誼競賽。
- 落日霞光 （Sunset Shimmer）

配音員：美國：Rebecca Shoichet
橙黃色身體，火紅色棕毛的獨角獸，後來到了人類世界並變成人。第一集的大反派，被紫悅公主等人擊敗後改邪歸正，並成為她們的好友。
在第二集尾聲正式成為彩虹搖滾樂團的團員。
目前受校長所託，擔任坎特拉高中的魔法控管工作，但一直摸不透彩虹搖滾樂團的團員們變身的規律，曾試圖透过宇宙公主的魔法笔记與紫悅公主取得聯繫，但卻遲遲收不到回復。
- 蘋果嘉兒（AppleJack）

配音員：美國：Ashleigh Ball
貝斯手，橘色皮膚，帶牛仔帽的女生，個性直爽真誠。在比賽中幫助人類世界的紫悅而發動變身。
- 柔柔（Fluttershy）

配音員: 美國：Andrea Libman
淡黃色皮膚的女生，個性膽小羞怯。十分關心流浪動物，經常在校園發放保護動物的傳單，對紫悅釋出善意後而發動變身，樂團裡的鈴鼓手。
- 珍奇（Rarity）

配音員：美國：Tabitha St. Germain、Kazumi Evans（歌）
白皮膚紫髮的女生，和小馬世界的珍奇一樣喜愛服裝設計，因為幫助朋友設計服裝而發動變身，在本片中是第一位被人類紫悅吸取魔法的人。擔任Keytar手。
- 雲寶（Rainbow Dash）

配音員：美國：Ashleigh Ball
藍皮膚彩虹色頭髮，男孩子氣的女生，運動萬能，是校內所有運動社團的社長，在比賽中情緒激動而發動變身，擔任樂團中的電吉他手。
- 碧琪（Pinkie Pie）

配音員: 美國：Andrea Libman、Shannon Chan-Kent（歌）
爵士鼓手，粉紅色膚色的女生，個性活潑又無厘頭，在校內負責活動的規畫。在聯誼會上炒熱氣氛而發動變身。
- 紫悅公主

配音員：美國：Tara Strong、Rebecca Shoichet（歌）
本系列影集的主角，是一隻薰衣草色身體的天角獸，擁有出色的魔法能力，但本作中僅在劇末登場。
因為被困在時空循環中而沒有即時收到落日霞光的訊息(依照原作的時間看來應為第五季末兩集)，而當她終於接到消息之後則馬上穿越到人類世界，但卻意外遇見人類世界的自己。

#### 重要配角
- 宇宙校長 （Principal Celestia）

配音員：美國：Nicole Oliver
坎特拉高中的校長，是膚色與宇宙公主相近的女子。
- 月亮副校長 （Vice-principal Luna）

配音員：美國：Tabitha St. Germain
坎特拉高中的副校長，是宇宙校長的妹妹。
- 閃電衛兵（Flash Sentry）

配音員：美國：Vincent Tong
橘膚深藍髮色的男生，似乎對紫悅有好感，在該屆友誼競賽中是坎特拉高中的代表之一，不過很可惜在第一輪就遭到淘汰。

### 水晶預備學院（Crystal Prep Academy High）
- 紫悅(人類)（Twilight Sparkle）

配音員：美國：Tara Strong、Rebecca Shoichet（歌）
本片亦正亦邪大反派，後棄暗投明
水晶預備學院的首席高材生，該屆友誼競賽的參賽者之一，認為追求知識比交朋友還要重要（這點和過去還沒搬到小馬村時的紫悅公主如出一轍），所以在學校是受到排擠的對象。
和小馬世界的紫悅一樣博學多聞，不過體育項目似乎是其弱點，和小馬世界的紫悅外觀上的不同在於紮成髻的髮型與波浪捲的鬢角，另外還帶著黑色的方框眼鏡（而小馬世界的紫悅變成人類後的外觀是留長直髮，臉部並無配帶任何東西）。
由於探測到坎特拉高中出現的異常能量波動（實際上是小馬世界的魔法），因此展開一連串的調查。透過自製的光譜儀，能夠追蹤並吸收魔法能量，不過之後由於受到水晶預備學院的辛院長威脅，被迫強行釋放光譜儀裡儲存的大量魔力，導致自己遭到反噬而惡魔化，在最後因為落日霞光集結友誼魔法的力量而被淨化。
在友誼競賽結束後，以「研究友誼魔法」為由轉學至坎特拉高中。
關於其慣用手眾說紛紜，原因在於友誼競賽第一階段終盤時，她寫黑板是用左手；但第二階段競賽時，她射箭的動作卻是右撇子。
穗龍(狗)（Spike the dog）
配音員：美國：Cathy Weseluck
人類世界的紫悅所飼養的寵物狗，外觀與小馬世界的穗龍來到人類世界時一模一樣。
原本是隻普通的狗，但之後因跳進用柔柔的魔法開啟的通道而獲得和人溝通的語言能力。
- 蜜糖依依（Sugarcoat）

配音員：美國：Sienna Bohn 台灣：陳凱莉
水晶預備學院該屆友誼競賽的參賽者之一，淺不透明灰色，帶淺北極藍灰色條紋頭髮綁成兩束馬尾，戴著一付紅框眼鏡，總是面無表情，性格上冷靜沉著，完全不會對用字遣詞進行任何修飾，擁有一口氣說一長串話而不打結的口語能力（類似碧琪的講話速度）。
與她的名字相反，蜜糖依依傾向於直截了當地說出她想要說的話而不顧他人的感受，經常直言不諱地指出他人的缺點，特別是對紫悅。
- 活力藍藍（Indigo Zap）

配音員：美國：Kelly Sheridan
水晶預備學院該屆友誼競賽的參賽者之一，暗青色短髮，頭上戴有一對圓形護目鏡。個性上宛如雲寶的翻版，相當有自信，且極其好強，對勝利有著超高的熱情，但不太好的是她覺得團隊合作跟對同齡人施壓是相輔相成的。
於友誼競賽第二輪的體育競技中擔任越野機車的選手，最後以些微差距敗給落日霞光。
- 檸檬香香（Lemon Zest）

配音員：美國：Shannon Chan-Kent
水晶預備學院該屆友誼競賽的參賽者之一，淺開心果帶有淺色，淺灰綠色和淺亮的檸檬綠條紋的長髮，只在友誼大賽中會綁低雙馬尾，是一個狂放不羈、具有令人不太舒服的搖滾性格的女孩。她喜歡用耳機聽搖滾樂，還曾讓紫悅聽過一次她的耳機。
檸檬香香十分注重她的團隊發揮以幫助她的團隊勝利，但是對個人冷暖不是很上心。
- 閃亮晴晴（Sunny Flare）

配音員：美國：Britt Irvin
水晶預備學院該屆友誼競賽的參賽者之一，帶有淺樹莓條紋的淺灰桑色的短髮，是她的隊友中最穩妥的，但更多的卻是傲慢、冷漠的行為。
據小馬國女孩官網的介紹，閃亮晴晴有點愛打小報告並且確保每個人都能遵規守序，但此性格特點在本片並沒有顯現出來。(因爲她在本片只有3句對白)
- 蘇兒甜甜（Sour Sweet）

配音員：美國：Sharon Alexander 台灣：陳凱莉
水晶預備學院該屆友誼競賽的參賽者之一，中度玫瑰色，較淺的中度玫瑰色和灰色海藍寶石條紋的單馬尾髮型，只在友誼大賽中會綁雙丸子頭，有著雙面人般的性格變化，對人的態度常常是在下一秒就有180度大轉變，能在甜蜜溫柔與粗魯憤怒的兩種性格中隨意轉換交替表現。擅長用嘲諷的言語挖苦他人。
在友誼大賽上，不管紫悅做什麼蘇兒甜甜都對她表現得十分刻薄。她總為紫悅無腦而笨拙的行為感到惱火，認為紫悅會在比賽中拉大家後腿。
在射箭方面相當在行，於友誼競賽第二輪的體育競技中一次就命中靶心。
- 卡丹絲主任（Dean Cadence）

配音員：美國：Britt McKillip
水晶預備學院的主任，是小馬世界裡卡丹絲公主的對應人類，和坎特拉高中的月亮副校長是交情不錯的老朋友。
在特別篇有提到她後來成為水晶預備學院的新院長。
- 閃耀盔甲(人類)（Shining Armor）

配音員：美國：Andrew Francis
人類世界紫悅的哥哥，是水晶預備學院的資深校友，過去有參加友誼競賽的經驗。
- 辛院長（Principal Abacus Cinch）

本片終極大反派
配音員：美國：Iris·Quinn
水晶預備學院的校長，非常注重名利，是個為達目的不擇手段的人，為了贏得競賽曾逼迫紫悅釋放儲存在光譜儀中的強大魔法。

### 背景角色
在劇中有許多和小馬世界對應的角色做為背角角色出現過，外觀上的顏色多半和小馬世界裡的體色相近。
- 蘋果麗麗（Apple Bloom）

配音員：美國：Michelle Creber
在小馬世界裡是蘋果嘉兒的妹妹，人類世界裡的她是坎特拉高中的學生之一，在劇中並未多作描寫。
- 史卡特（Scootaloo）

配音員：美國：Madeleine Peters
蘋果麗麗和貝兒的朋友，在劇中並未多作描寫。
- 貝兒（Sweetie Belle）

配音員：美國：Claire Corlett、Michelle Creber（歌）
在小馬世界裡是珍奇的妹妹，人類世界裡的她是坎特拉高中的學生之一，在劇中並未多作描寫。
- 蒂亞拉（Diamond Tiara）

配音員：美國：Chantal Strand
坎特拉高中的學生之一，和銀湯匙是朋友。
- 銀湯匙（Sliver Spoon）

配音員：美國：Shannon Chan-Kent
坎特拉高中的學生之一，和蒂亞拉是朋友。
- 崔西（Trixie Lulamoon）

配音員：美國：Kathleen Barr
坎特拉高中的學生，個性與她的對應小馬一樣驕傲，第一人稱的用語不是「我」而是「偉大又超神的崔西（Great and Powerful Trixie，其中Trixie會拉長音）」。
在前作中與主角們有些許過節，而在本作中似乎已盡釋前嫌。
- 麥托什（Big Macintosh）

配音員：美國：Peter New
劇中的背景角色之一，和小馬世界的麥托什一樣有“沒錯”（Eeyup）的口頭禪。
- 史密夫婆婆（Granny Smith）

配音員：美國：Tabitha St. Germain
劇中出現過的背角角色之一，似乎是坎特拉高中學生餐廳的負責人。
- 菲尼斯（Photo Finish）

配音員：美國：Tabitha St.Germian
坎特拉高中的學生之一，擅長攝影。
- 小呆/馬芬（Derpy Hooves/Muffins）

配音員：美國：Tabitha St. Germain
坎特拉高中的學生之一，和小馬世界的她一樣有著眼睛左右不對稱的特徵，本作中是坎特拉高中友誼競賽的代表之一，不過在第一輪就遭到淘汰。
- 肌肉棒子（Bulk Biceps）

配音員：美國：Jayson Thiessen、Michael Dobson（後期）
坎特拉高中的學生之一，和小馬世界的他一樣有著一身壯碩的肌肉。
- 黑膠刷盤(Vinyl Scratch)

又名DJ小馬，坎特拉高中的學生之一，個性奔放的電子音樂DJ，紫色太陽眼鏡和散亂毛髮是其最突出的特徵，任職於某間樂器行。
- 提琴姬/奧特莉亞（Octavia Melody）

配音員：美國：Kazumi Evans
坎特拉高中的學生之一，善於演奏大提琴。
- 萊菈心弦（Lyra Heartstrings）

配音員：美國：Ashleigh Ball
坎特拉高中的學生之一，與甜心糖糖是好友，本作中是坎特拉高中友誼競賽的代表之一，不過在第一輪就遭到淘汰。
- 甜心糖糖/邦邦（Sweetie Drops/Bon Bon）

坎特拉高中的學生之一，與萊菈是好友，本作中是坎特拉高中友誼競賽的代表之一，不過在第一輪就遭到淘汰。
- 暴躁奇（Doddle）

小馬世界裡，小馬村居民“暴躁奇（Cranky Doddle Dunky）”的對應角色，似乎是坎特拉高中的一位老師。

## 原聲帶
| 曲序     | 曲目                        | 词曲                         | Performer(s)                                                                                           | 时长  |
| -------- | --------------------------- | ---------------------------- | --- | ----- |
| 1.       | Friendship Through the Ages | Daniel Ingram                | The Rainbooms                                                                                          | 2:08  |
| 2.       | My Past Is Not Today        | Daniel Ingram                | Sunset Shimmer                                                                                         | 2:19  |
| 3.       | Life Is a Runway            | Daniel Ingram                | Rarity                                                                                                 | 1:58  |
| 4.       | Dance Magic                 | Daniel Ingram                | Sunset Shimmer, Applejack, Fluttershy, Pinkie Pie, Rainbow Dash, and Rarity                            | 2:04  |
| 5.       | The Friendship Games        | Daniel Ingram                | Twilight Sparkle, Sunset Shimmer, Applejack, Fluttershy, Pinkie Pie, Rainbow Dash, Rarity and ensemble | 2:41  |
| 6.       | CHS Rally Song              | Josh Haber and Daniel Ingram | Rainbow Dash and the students of Canterlot High School                                                 | 2:30  |
| 7.       | What More Is Out There      | Josh Haber and Daniel Ingram | Twilight Sparkle                                                                                       | 2:48  |
| 8.       | Acadeca                     | Daniel Ingram                | Full Company                                                                                           | 2:42  |
| 9.       | Unleash the Magic           | Josh Haber and Daniel Ingram | Principal Abacus Cinch, Twilight Sparkle, and the students of Crystal Prep Academy                     | 3:09  |
| 10.      | Right There in Front of Me  | Daniel Ingram                | Twilight Sparkle, Sunset Shimmer, Applejack, Fluttershy, Pinkie Pie, Rainbow Dash, and Rarity          | 2:59  |
| 总时长： | 总时长：                    | 总时长：                     | 总时长：                                                                                               | 25:19 |

## 外部連結
- 官方网站 （英文）
- 互联网电影数据库（IMDb）上《My Little Pony: Equestria Girls – Friendship Games》的资料（英文）